# Жан Батист Шарл Буве дьо Лозие
Жан Батист Шарл Буве дьо Лозие (на френски: Jean-Baptiste Charles Bouvet de Lozier) е френски мореплавател.
През 1731 година става лейтенант в компанията „Източна Индия“. Успява да убеди компанията и получава два кораба за изследователска мисия в Южния Атлантик. На 1 или 2 януари 1739, на 1400 мили южно от нос Добра Надежда, на 54°25′ ю. ш. 3°21′ и. д. / 54.416667° ю. ш. 3.35° и. д. открива остров, който носи името му (остров Буве 68 км2).
Десет години след неговата експедиция е назначаван два пъти за управител на Маскаренските острови – 1750-1752 и 1757-1763 година.